# Сукур
10°44′26.016″ пн. ш. 13°34′18.984″ сх. д. / 10.74056000° пн. ш. 13.57194000° сх. д.
Культу́рний ландша́фт Суку́р (англ. Sukur Cultural Landscape) — унікальна територія на плато в горах Мандара, в межах території місцевого управління Мадагалі штату Адамава у Нігерії. Матеріальна та духовна культура мешканців цього поселення уникла впливу Британської колонізації і збереглася від стародавніх до наших часів, майже в первісному стані. На знак визнання світового значення та культурної цінності об'єкту, 1999 року, першим з культурних ландшафтів Африки, його було внесено до Переліку об'єктів Світової спадщини ЮНЕСКО.

## Історія
Загальна площа культурного ландшафту Сукур складає 1942.5 гектарів, з них 764.4 га — основна зона, решта охоронної території — буферна зона. Поселення розташовується в горах Мандара, на плато, висота якого становить 1045 метрів; складається з двох частин: верхньої, Сукур Сама (англ. Sukur Sama), з палацом правителя на вершині пагорбу, та нижньої, Сукур Каса (англ. Sukur Kasa), де знаходяться будинки простих мешканців. Палацовий комплекс правителя — це велика кільцева структура з каменю, з численними нішами та воротами, а також загоном для коней і биків. Споруда домінує над іншою частиною поселення і до неї ведуть з півночі та сходу вимощені кам'яними плитами дороги, поряд — руїни колишнього гарему. Правитель мешкає в палаці разом з дружиною, приймає відвідувачів та туристів. Будинки інших мешканців примітивні, низькі, мають кам'яні стіни та солом'яний дах. Також в нижній частині поселення розташовані загони для домашньої худоби, криниці, терасовані поля, на яких вирощують сільськогосподарські культури, сакральні споруди та кладовище.
Сукур, у перекладі з мови бура, означає «спадкова ворожнеча» або з мов маргі та кілба — «помста». Зважаючи на це, дослідники вважають, що, свого часу, це відособлене поселення могло утворитися внаслідок локального конфлікту. Також знайдено докази того, що на цьому місці існували поселення з давніх часів, ще до теперішнього Сукур: збереглися печі та знаряддя праці для виплавки заліза залізної доби, є окремі знахідки й неоліту.
Початок новітньої історії Сукур датується XVII століттям або, за іншими даними, початком XVI століття, коли була заснована династія сучасних правителів — Дур. Як і сусіднє Маргі, за політичним устроєм, це буле карликове королівство. За династії Дур Сукур став одним з головних місць виробництва заліза, здійснював його поставки в інші регіони північно-східної Нігерії. Так тривало до початку XX століття, доки 1912 року поселення не було атаковане з боку сусіднього Мадагалі. Під керівництвом мадагальського вождя Гамман Яї (англ. Hamman Yaji), набіги та погроми тривали до 1922 і призвели до занепаду селища. Обсяги виплавки заліза поступово зменшувалися і повністю припинилися 1960 року, значна кількість мешканців мігрувала на рівнинну місцевість — на північ та південь від плато.
До 1927 року Сукур залишався осторонь процесів Британської колонізації, що мали місце на континенті, і, як наслідок, вони не здійснили значного впливу на місцеву культуру: побут та звичаї народу, загальна кількість якого зараз складає не більше трьох тисяч осіб, й до сьогодні є такими, як багато століть тому. 1979 року Сукур отримав статус національної пам'ятки, 1999 увійшов до Світової спадщини ЮНЕСКО — з цієї нагоди, щороку 2 лютого, тут проводиться фестиваль. Поселення відкрите для відвідування, на його території створений невеликий музей, подорожуючі мають можливість зупинитися в одному з п'яти кам'яних шале, а також спілкуватися з місцевими мешканцями й спостерігати за їхнім повсякденним життям.

## Галерея

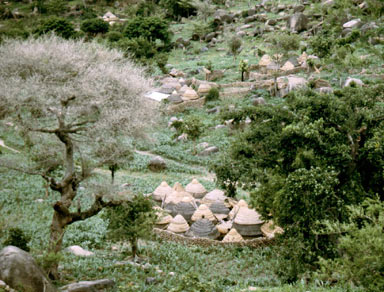
Будинки мешканців Сукуру
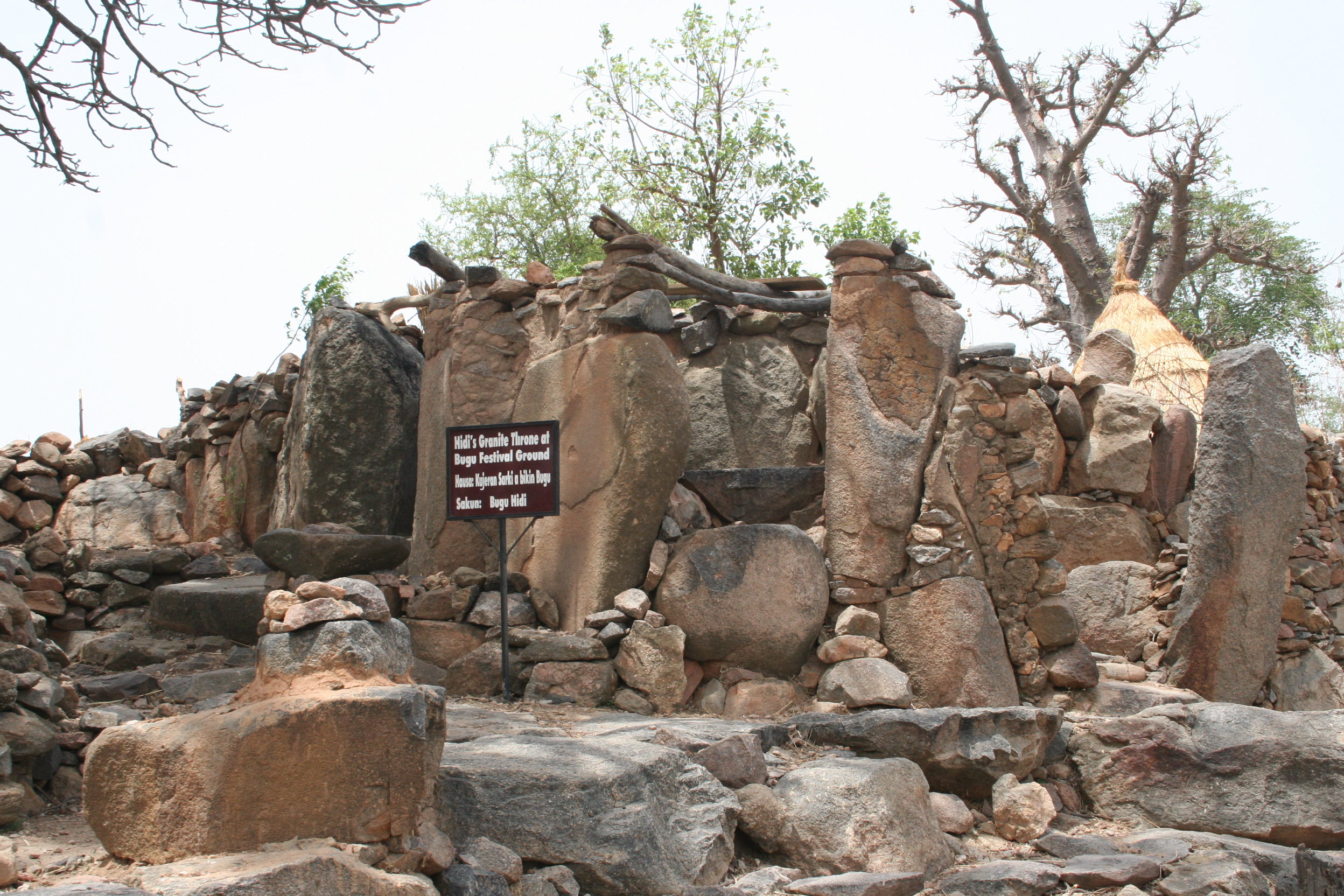
Місце виплавки заліза, що збереглося з давніх часів
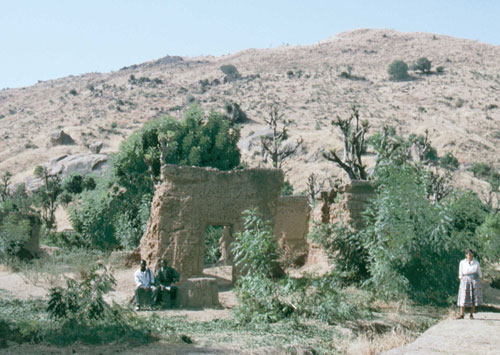
Руїни будинку Гамман Яї
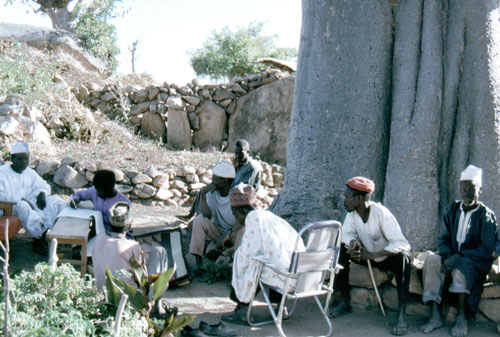
Мешканці поселення Сукур
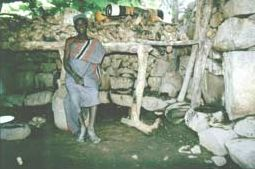
Місцевий мешканець перед своїм будинком
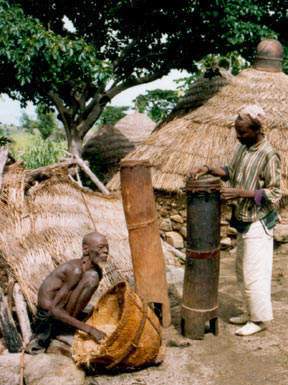
Чоловік та син поруч з високими барабанами, вирізаними із стовбурів дерев